# TAITRA
TAITRA (Consejo de Desarrollo de Comercio Externo de Taiwán) es una organización sin ánimo de lucro de promoción de comercio patrocinada en la República de China, fundada en 1970. TAITRA ayuda a promover los negocios de Taiwán con fabricantes para reforzar su competitividad internacional y para apoyar los retos que afrontan en mercados extranjeros.
Cooperando con (FETS) y (TWTC), sus organizaciones hermanas, TAITRA lucha para adaptar sus estrategias de promoción del comercio en las cambiantes condiciones internacionales. Sus funciones más importantes incluyen: Servicio de Información y Búsqueda de Mercado, Desarrollo de Mercado, Servicio de Convenciones y ferias, Estudios de comercio y Servicio web.

## Oficinas

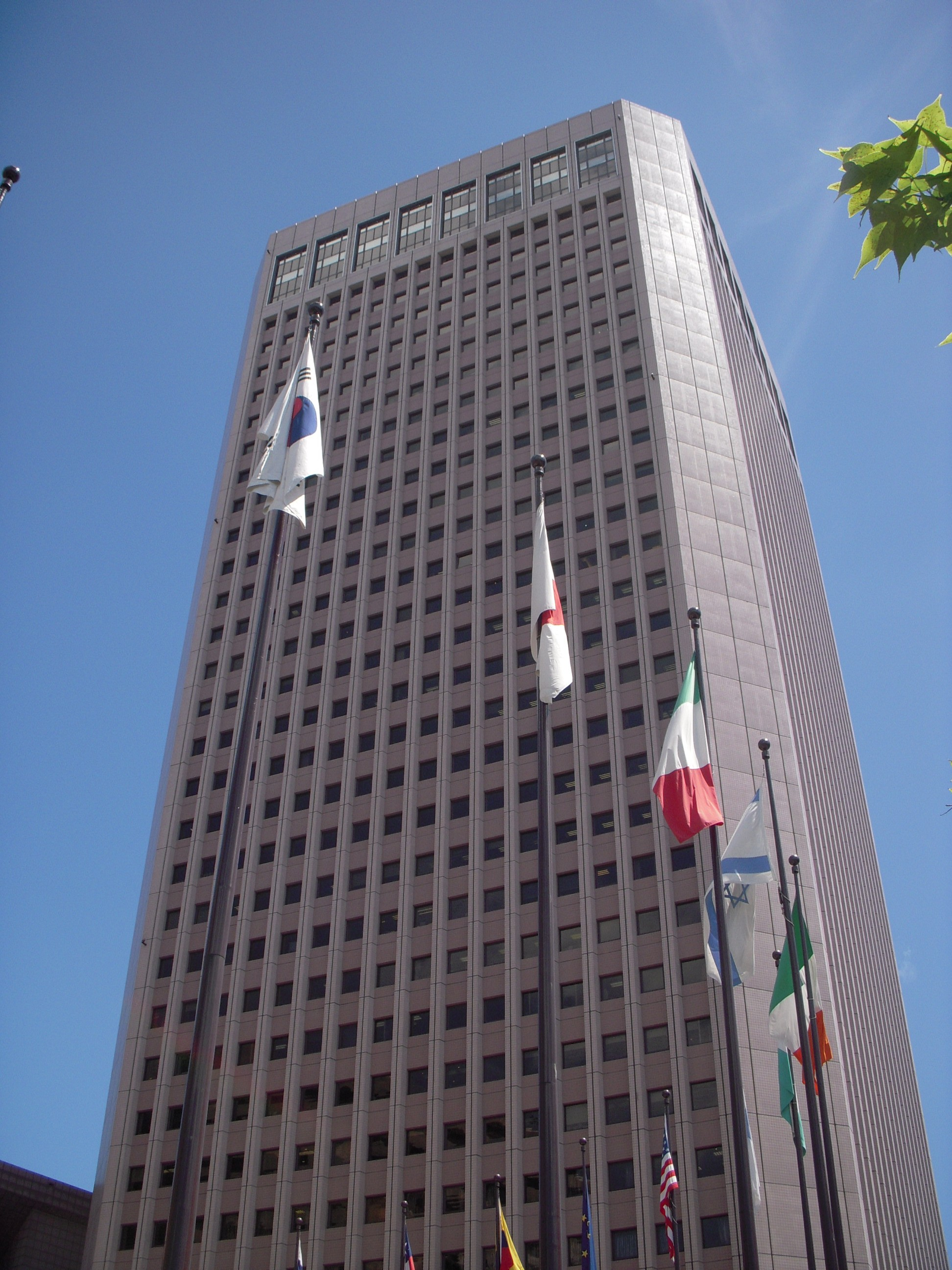
TAITRA Oficina en Edificio de Negocios

Durante años pasados, TAITRA ha desarrollado la promoción del comercio, y tiene una red de información que consiste aproximadamente 850 trabajadores en 64 oficinas en todo el mundo:
| País o Región          | Ciudades                                                                          |
| ---------------------- | --------------------------------------------------------------------------------- |
| República de China     | Taipéi (central), Ciudad Hsinchu, Kaohsiung, Taichung, Tainan                     |
| Rep. Pop. China        | Pekín, Chengdú, Dalian, Cantón, Nankín, Nanning, Qingdao, Shanghái, Wuhan, Xiamen |
| Hong Kong              | Wan Chai                                                                          |
| Argelia                | Argel                                                                             |
| Australia              | Sídney                                                                            |
| Bangladés              | Daca                                                                              |
| Bulgaria               | Sofía                                                                             |
| Brasil                 | São Paulo                                                                         |
| Canadá                 | Toronto, Vancouver                                                                |
| Camboya                | Phnom Penh (próximamente)                                                         |
| Egipto                 | El Cairo                                                                          |
| Francia                | París                                                                             |
| Alemania               | Dusseldorf, Múnich                                                                |
| Hungría                | Budapest                                                                          |
| India                  | Madrás, Calcuta, Bombay                                                           |
| Indonesia              | Yakarta                                                                           |
| Irán                   | Teherán                                                                           |
| Italia                 | Milán                                                                             |
| Japón                  | Fukuoka, Osaka, Tokio                                                             |
| Kazajistán             | Almaty                                                                            |
| Kenia                  | Nairobi                                                                           |
| Kuwait                 | Ciudad de Kuwait                                                                  |
| Malasia                | Kuala Lumpur                                                                      |
| México                 | Ciudad de México                                                                  |
| Países Bajos           | Rótterdam                                                                         |
| Nigeria                | Lagos                                                                             |
| Polonia                | Varsovia                                                                          |
| Rumanía                | Bucarest                                                                          |
| Rusia                  | Moscú, San Petersburgo                                                            |
| Singapur               | Ciudad Suntec                                                                     |
| Sudáfrica              | Johannesburgo                                                                     |
| Corea del Sur          | Seúl                                                                              |
| España                 | Barcelona                                                                         |
| Tailandia              | Bangkok                                                                           |
| Turquía                | Estambul                                                                          |
| Ucrania                | Kiev                                                                              |
| Emiratos Árabes Unidos | Dubái                                                                             |
| Reino Unido            | Londres                                                                           |
| Estados Unidos         | Chicago, Los Ángeles, Miami, Ciudad de Nueva York, San Francisco                  |
| Vietnam                | Ho Chi Minh                                                                       |